# 송호영 (교수)
송호영(1954년 4월 20일~ )은 서울아산병원과 울산대학교의 영상의학과 교수이다.

## 생애
2000년 헬스케어 사용자 혁신 벤처기업 에스앤지바이오텍을 창업한 송호영은 피복된 팽창성 금속스텐트와 제거할 수 있는 스텐트를 세계 최초로 개발해 식도와 위장관, 눈물관, 혈관, 요도, 기도, 담도의 양성 및 악성 협착증을 개복수술 없이 치료하는 새로운 이론을 확립. SCI 및 SCIE 논문 224편, 국내 논문 141편을 저술 및 발표했고 스텐트 및 스텐트 장치 기구에 대한 실용신안과 특허증 26건 보유하는 등 기술개발을 통한 산업발전에도 탁월한 성과를 보여 2008년 교육과학기술부와 한국과학기술단체총연합회는 '대한민국 최고과학기술인상' 의·약학분야 수상자로 선정되었다. 국내에서 두 번째로 유럽방사선의학회(ESR) 명예회원에 위촉되었으며, 그 해 의학 분야 세계 최고 권위인 북미방사선의학회(RSNA)에서 국내 세 번째로 명예회원으로 위촉되었다. 2007년 국내 의학자를 중심으로 소화기 인터벤션 의학회(SGI)를 출범하였고, 2009년 4월 교육과학기술부와 한국과학기술단체총연합회에서 주관하는 ‘대한민국 최고 과학기술인상’과 그 해 5월 대한의사협회 100주년 기념 ‘의학자상’을 수상하였고, 010년 9월 중국 인터벤션 영상의학회로부터 중국 인터벤션 영상의학 발전에 기여한 공로를 인정받아, 아시아 의학자로서는 유일하게 국제협력상을 받았다.

## 경력
- 서울아산병원 영상의학과 교수
- 울산대학교 의과대학 영상의학과교실 진단방사선과학 교수
- 2011 서울아산병원 갤러리 ‘인간의 내면을 찾는 세상의 아름다움’사진전[8]
- 1995.12 ~ 1996.02 미국 루이지애나주립대학교 의과대학 연수
- ~ 1993 전북대학교병원 부교수
- ~ 1992 전북대학교병원 조교수
- ~ 1988 전북대학교병원 전임강사
- ~ 1983 전북대학교병원 전공의

## 학력
- ~ 1979년 전북대학교 의학 학사
- ~ 1982년 전북대학교 의학 석사
- ~ 1987년 전북대학교 의학 박사

## 저서
- 《Self-Expandable Stents in the Gastrointestinal Tract》[9]

## 수상
- 2008. 04. 21  대한민국 최고과학기술인상
- 2008. 05. 02  대한의사협회 의과학 대상
- 2012. 03. 28  중국 인터벤션 영상의학회 국제협력상